# هسته درونی

ساختار درونی زمین

هستهٔ درونی زمین، درونی‌ترین بخش ساختار زمین و کرهٔ جامدی به شعاع تقریبی ۱٬۲۲۰ کیلومتر (۷۰٪ شعاع ماه) است. هستهٔ درونی به‌طور عمده از آلیاژ آهن و نیکل تشکیل شده‌است و دمایی در حدود ۵٬۷۰۰ کلوین (۵٬۴۰۰ درجهٔ سانتی‌گراد) دارد. این اطلاعات براساس مطالعه‌های لرزه‌نگاری صورت گرفته به دست آمده‌اند. با این حال، با توجه به برخی از بررسی‌های اخیر، برخی از فیزیک‌دانان ترجیح می‌دهند هستهٔ درونی زمین را نه به عنوان یک جامد، بلکه به عنوان یک پلاسما بدانند که رفتاری جامدگونه دارد.
هسته درونی جدا از هسته بیرونی زمین است و هریک چرخش متفاوتی از یکدیگر دارد. این چرخش به‌طور بالقوه می‌تواند بر حرکت وضعی زمین نیز تأثیر بگذارد و بنابراین طول روز و شب و آب‌وهوای را تغییر می‌دهد. چرخش هسته داخلی زمین هر ۷۰ سال یک بار معکوس می‌شود.
هسته درونی جامد یکی از پویاترین مناطق درون زمین است، چرا که در هسته بیرونی شناور است و می‌تواند به‌طور مستقل بچرخد. این چرخش، باعث تولید میدان مغناطیسی می‌شود که سیاره زمین را در برابر تشعشعات مضر و اثرات باد خورشیدی محافظت می‌کند. چرخش هسته داخلی زمین که سه‌چهارم قطر ماه را داراست در مقایسه با دولایه بیرونی زمین (پوسته و گوشته) ۴ تا ۱۲ برابر کندتر است.